# Museo de Historia Natural de Sancti Spíritus
El Museo de Historia Natural de Sancti Spíritus es el museo destinado a la exposición de las riquezas naturales de la provincia de Sancti Spíritus en Cuba.
Su edificación proviene de 1812 pero no llegó a ser museo hasta 1875. Sus primeras colecciones comenzaron con fondos de la colección de Carlos de la Torre y Huerta en el año 1986, además de los grupos SAMA y CAONAO de la Sociedad Espeleológica de rocas y fósiles fundamentalmente
Posee colecciones en el interior de su almacén y otras expuestas al público en el museo. 
Una de sus colecciones más valiosas además de aves y reptiles disecados constituye los fósiles extraídos del Sitio Paleontológico de Domo de Zaza, que constituyen pruebas concretas de los primeros pobladores del terciario en Cuba y el origen de la biota del Caribe.